# Obelia bidentata
Obelia bidentata är en nässeldjursart som beskrevs av Clark 1875. Obelia bidentata ingår i släktet Obelia och familjen Campanulariidae. Inga underarter finns listade i Catalogue of Life.